# Noel Bauldeweyn
Noel Bauldeweyn (ca. 1480 - 1530) was een Vlaamse componist uit de zestiende eeuw. Sommige van zijn werken werden foutief toegeschreven aan zijn tijdgenoot Josquin des Prez.
Bauldewyn werkte van 1511 tot 1513 als zangmeester in de Sint-Romboutskathedraal van Mechelen. In 1513 nam Nicolas Liégeois deze functie over, maar er zijn geen details over Bauldewyns vertrek bekend. Waarschijnlijk was hij daarna werkzaam in Antwerpen. Zijn muziek – tien missen en dertien motetten – was bekend in heel Europa en verscheen in Nederlandse, Italiaanse, Duitse en Spaanse manuscripten. De grote verspreiding van zijn muziek en het feit dat deze nog steeds werd uitgevoerd in de late zestiende eeuw geven aan dat Bauldeweyn nog lang als componist werd gewaardeerd.
- Bibliothèque nationale de France: cb14795877s (data)
- Gemeinsame Normdatei: 131891618
- International Standard Name Identifier: 0000 0001 0873 7881
- Library of Congress Control Number: n86102158
- MusicBrainz: 4dac7156-5763-4167-bb74-8cf246f09688
- Nationale Bibliotheek van Israël: 987007271322105171
- Nederlandse Thesaurus van Auteursnamen: 173022154
- Istituto Centrale per il Catalogo Unico: MUSV005307
- SNAC: w6b863p5
- Système universitaire de documentation: 176086986
- Virtual International Authority File: 16252408
- WorldCat: E39PBJmHKt4Xpd6DxXWQkfp3wC